# Jožica Puhar
Jožica Puhar (19 de março de 1942 - 15 de janeiro de 2024) foi uma socióloga e política eslovena. Puhar serviu como Ministra do Trabalho, Família e Assuntos Sociais de 1990 a 1994.
Faleceu em janeiro de 2024, aos 81 anos.